# Théo Bussière
Théo Bussière, född 18 januari 1995, är en fransk simmare.

## Karriär

### 2014–2016
I november 2014 var Bussière en del av CN Marseilles lag som tog silver på 4×50 meter medley vid franska kortbanemästerskapen i Montpellier. I november 2015 vid franska kortbanemästerskapen i Angers tog han silver på 100 meter bröstsim.
I april 2016 vid franska långbanemästerskapen i Montpellier tog Bussière guld på 100 meter bröstsim. Bussière tävlade därefter för Frankrike vid olympiska sommarspelen 2016 i Rio de Janeiro. Han var med i Frankrikes lag som blev utslaget i försöksheatet på 4 × 100 meter medley. I november 2016 vid franska kortbanemästerskapen i Angers tog Bussière silver på 100 meter bröstsim och var en del av CN Marseilles lag som tog brons på 4×50 meter medley.

### 2017–2020
I maj 2017 vid franska långbanemästerskapen i Schiltigheim försvarade Bussière sitt guld på 100 meter bröstsim. Han tog även guld på 50 meter bröstsim och var en del av CN Marseilles lag som tog guld på 4×100 meter medley. Vid franska kortbanemästerskapen i Montpellier tog Bussière guld på 50 och 100 meter bröstsim samt 4×50 meter medley. Han blev därefter uttagen i Frankrikes trupp till kortbane-EM i Köpenhamn. Vid EM var Bussière en del av det franska laget (tillsammans med Jérémy Stravius, Mélanie Henique och Charlotte Bonnet) som tog brons på 4×50 meter mixed medley.
I maj 2018 vid franska långbanemästerskapen i Saint-Raphaël försvarade Bussière båda sina guld på 50 och 100 meter bröstsim. I april 2019 blev det på nytt dubbla guld på 50 och 100 meter bröstsim för Bussière vid franska långbanemästerskapen i Rennes. I december 2019 vid franska kortbanemästerskapen i Angers tog Bussière fyra guld. Individuellt blev det dubbla guld på 50 och 100 meter bröstsim. Tävlande för CN Marseille blev det guld på 4×50 meter medley och 4×50 meter mixed medley.
I december 2020 vid franska långbanemästerskapen i Saint-Raphaël tog Bussière guld på 50 meter bröstsim och silver på 100 meter bröstsim.

### 2021–
I juni 2021 vid franska långbanemästerskapen i Chartres tog Bussière guld på 100 meter bröstsim och silver på 50 meter bröstsim. Följande månad tävlade han vid OS i Tokyo och slutade på totalt 33:e plats på 100 meter bröstsim.